# Grote Kerk (Schiermonnikoog)
De Grote Kerk van Schiermonnikoog (Eilanders: Got Tjark) is de voormalige hervormde kerk. Sinds mei 2005 is de kerk een van de accommodaties van de protestantse gemeente op Schiermonnikoog.

## Geschiedenis
De kerk werd in 1866 gebouwd. De kerk verving een oudere kerk op deze plek, die in 1762 was gebouwd. De oude kerk was zo bouwvallig geworden dat ze moest worden afgebroken. Eerdere kerkgebouwen hebben op andere plaatsen in Schiermonnikoog gestaan. De oude parochiekerk uit de 15e eeuw moest rond 1715 worden afgebroken toen huizen en kerk verplaatst moesten worden vanwege de verstuiving van de duinen. De opvolger van deze kerk ging in 1760 onder in de golven.
De in 1866 gebouwde zaalkerk bezat een houten klokkentoren. Deze toren werd in 1909 vervangen door een stenen toren aan de westelijke zijde van de kerk. De toren is, in tegenstelling tot de kerk, eigendom van de gemeente Schiermonnikoog. De klok (buiten gebruik gesteld) dateert uit 1649 en is gegoten door Jacob Noteman. Het orgel werd gebouwd omstreeks 1895 en werd in 1991 geheel gerestaureerd. De kerk werd in 1967 aan de binnenzijde gerestaureerd. De toren onderging een opknapbeurt in 2006.

## Kerkhof

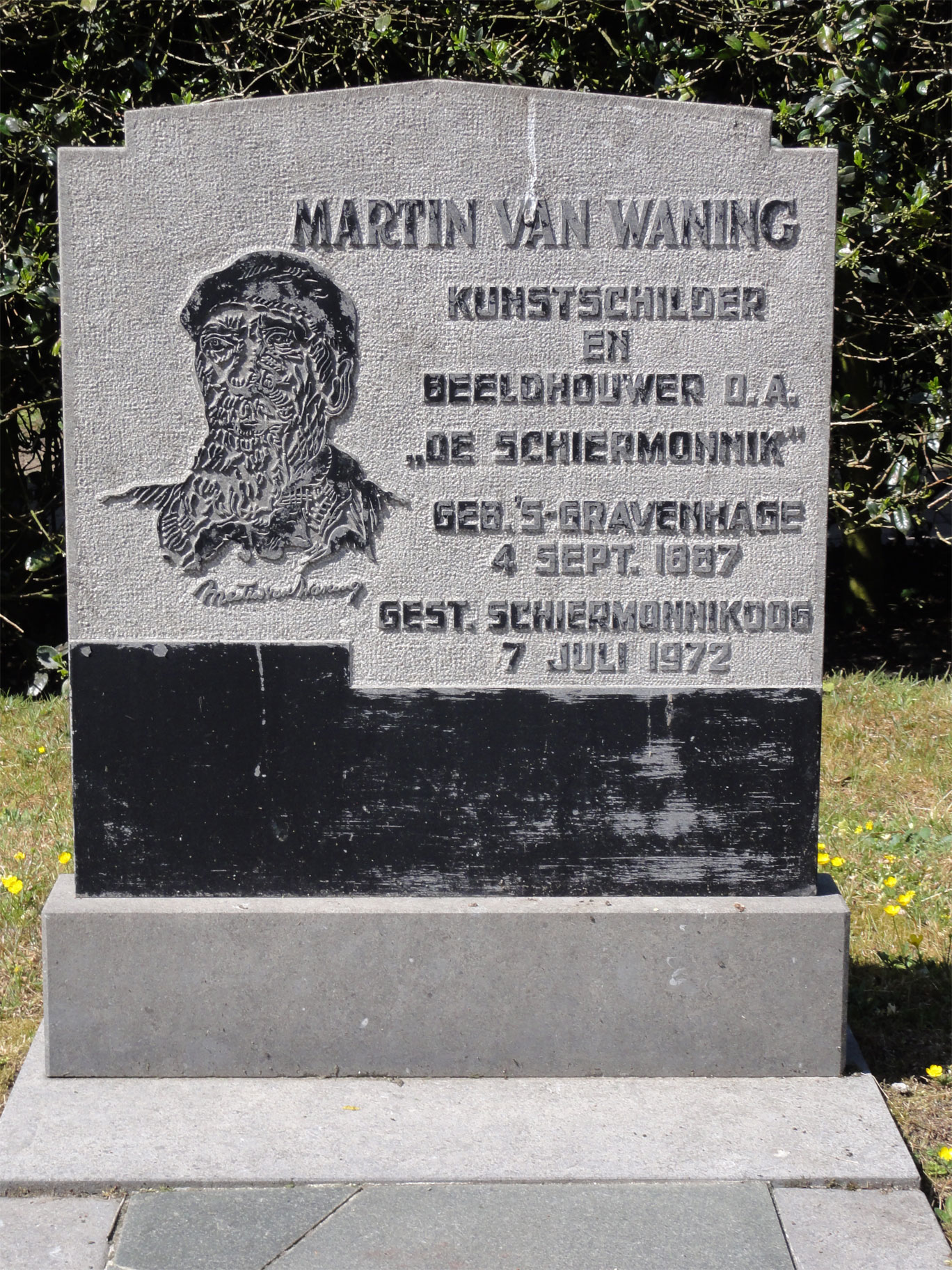
Grafmonument met zelfportret van Martin van Waning

Op het kerkhof bij de kerk bevindt zich het grafmonument met het zelfportret van de beeldend kunstenaar Martin van Waning. Van Waning maakte als beeldhouwer het beeld de Schiere monnik aan de Willemshof in Schiermonnikoog.